# Sint-Martinuskerk (Voorburg)
De Sint-Martinuskerk is een rooms-katholieke kerk aan het Oosteinde 56 in Voorburg in de Nederlandse provincie Zuid-Holland.

## Geschiedenis
De kerk werd gebouwd tussen 1891 en 1893. Architect Evert Margry ontwierp een driebeukige kruiskerk in neogotische stijl. Omdat Margry in 1891 overleed werd de kerk afgebouwd door zijn broer Albert Margry.
De kerk is tot op heden in gebruik bij de parochie "Sint-Maarten". De Sint-Martinuskerk heeft een nieuw orgel van de firma Content uit Ermelo dat op 15 januari 2013 officieel in gebruik is genomen. Op die dag heeft de kerk zijn deuren weer geopend na een ingrijpende verbouwing die drie jaar heeft geduurd Het gebouw is een rijksmonument.
De kerk is de hoofdkerk van het Nederlands militair ordinariaat en daarmee de bisschopskerk van de Krijgsmachtbisschop Everard de Jong.